# Mullá Husayn

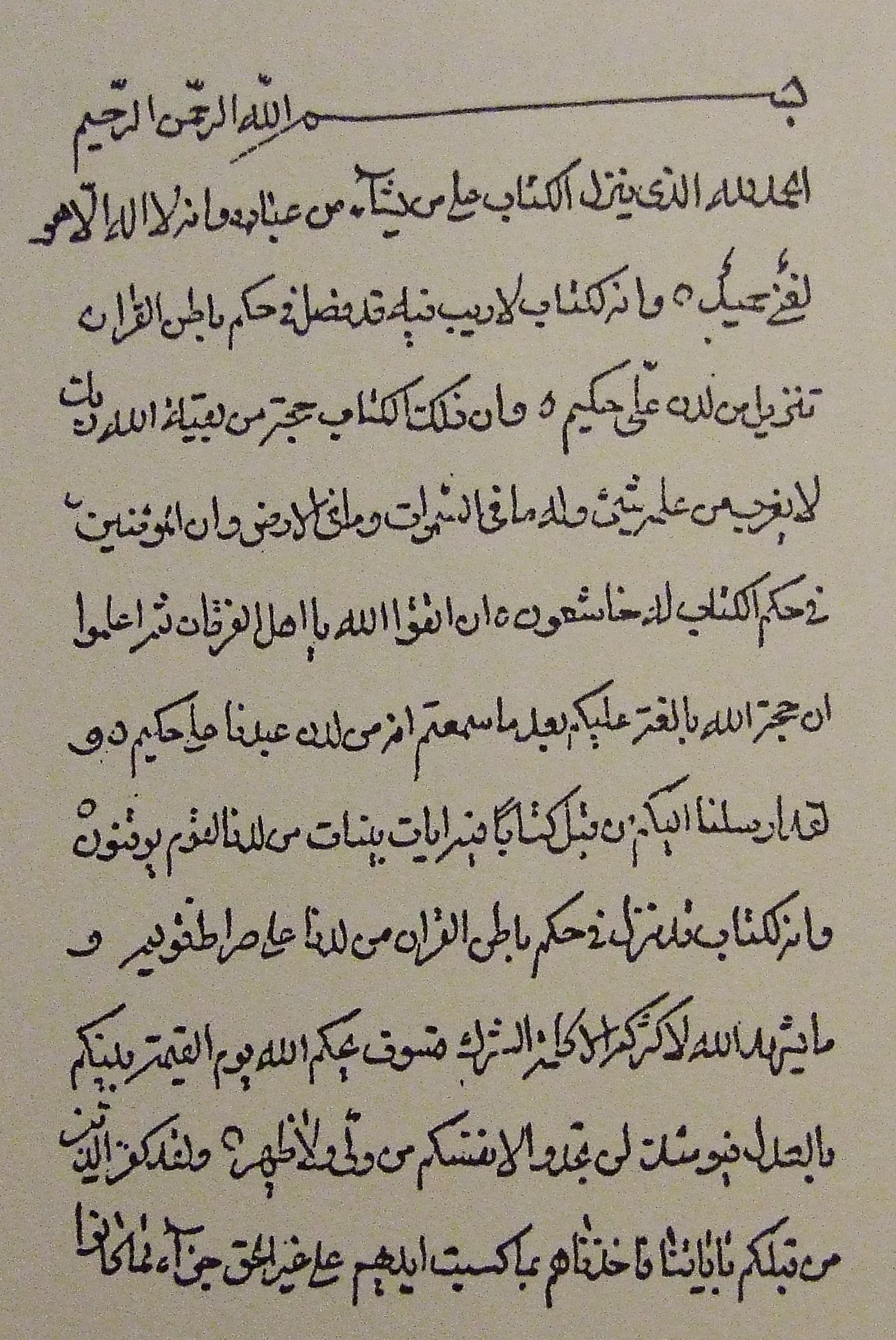
Algunos de los escritos de El Báb, con la caligrafía de Mullá Husayn

Mullá Husayn-i Bushru'i (1813–1849) (persa: ملا حسين بشروئي), apodado Jináb-i-Bábu'l-Báb  (Puerta de la Puerta), fue una figura religiosa persa y la primera Letra del Viviente del Babismo. Murió en la Batalla del Fuerte de Tabarsí el 2 de febrero de 1849. El Báb le apodó Bábu'l-Báb.
Nació con el nombre de Muhammad Husayn Bushru'í en la ciudad de Búshrúyih (cerca de Mashhad), en una familia acomodada de la ciudad. Su padre, Hájí Mullá `Abdu’lláh, era tintorero; y su madre, una poetisa conocida por su piedad y sabiduría. Como la mayoría de los chicos de sus época, recibió una educación azarosa, aprendiendo apenas a leer, escribir y algo de matemáticas. Con 12 años abandonó la escuela y recibió lecciones de literatura persa y del Corán, así como de retórica. 
Con 18 años salió de su ciudad natal de Búshrúyih y se fue a Kerbala. Con 21 años ya era un mujtahid (ver Ijtihad) y vivía y estudiaba en Mashhad. Allí se sintió atraído por las enseñanzas de Ahmad al-Ahsa'i, más conocido como Shaykh Aḥmad y comenzó a estudiar el Shaijismo. Estuvo durante nueve años junto con Siyyid Kázim, mejor estudiante de Shaykh Aḥmad y sucesor de su escuela.
Al morir su maestro Siyyid Kázim, estuvo cuarenta días orando y, más tarde, fue a Bushehr y a Shiraz para buscar al Qa`im: Aquel al cual todos habían estado esperando, Aquel el cual el Shaijismo y sus estudios avanzados del Islám, señalaban que habría de aparecer de forma inminente. El 22 de mayo de 1844, encontró a El Báb, quien le declaró ser el Qa`im prometido y durante la noche del 22 al 23 de mayo de 1844, Mullá Husayn se convirtió en el primer babí.
Las circunstancias de su martirio produjeron tal dolor en El Báb, que solo encontró desahogo en oraciones y elogios, las cuales, compiladas, equivalen a tres volúmenes del Corán. En una de Sus Tablas de Visitación
El Báb afirma que el polvo de la tierra, donde los restos de Mulla Husayn se encuentran enterrados está dotado de tal poder como para llevar alegría a los desconsolados y la curación a los enfermos. En el Kitab-i-Íqán, Bahá'u'lláh ensalza con una fuerza aún mayor las virtudes de Mullá Husayn. "Pero para él," escribe: "Dios no se ha establecido sobre el trono de su misericordia, ni ha subido al trono de la gloria eterna!"
- Datos: Q924126
- Multimedia: Mullá Husayn / Q924126